# Burundi hadereje
Burundi hadereje a szárazföldi erőkből és a légierőből áll.

## Fegyveres erők létszáma
- Aktív: 45 000 fő

## Szárazföldi erők
Létszám
44 500 fő
Állomány
- 7 gyalogos zászlóalj
- 2 páncélos zászlóalj
- 1 műszaki zászlóalj
- 1 tüzér osztály

Felszerelés
- 130 db páncélozott harcjármű
- 20 db vontatásos tüzérségi löveg

## Légierő
Létszám
500 fő
Felszerelés
- 5 db harci repülőgép
- 5 db szállító repülőgép
- 2 db helikopter